# 黒羽理乃
黒羽理乃（くろわりの、10月1日 - ）は、山梨県出身のファッションモデル。特技は中国語（北京語）。

## TVCM
- MTV（CM）

## スチール広告
- 資生堂「trend style」（スチール）

## ショー
- Bohemian Society
- PUMA
- 弥姫乎-meeko-
- ANN SOFFIE BACK
- SADA IWAOTO
- imai